# Coelosphaera oglalai
Coelosphaera oglalai är en svampdjursart som beskrevs av Lehnert, Stone och Heimler 2006. Coelosphaera oglalai ingår i släktet Coelosphaera och familjen Coelosphaeridae. Inga underarter finns listade i Catalogue of Life.